# Jean Ier le Scolastique
Jean Ier le Scolastique (en polonais Jan I Scholastyk), de la dynastie des Piasts, est né entre 1308 et 1310, et est mort le 19 février 1372. Il est duc d’Oświęcim (1321/4-1372).
Jean est le fils de Ladislas d’Oświęcim et d’Euphrosyne de Mazovie. Bien qu’il soit fils unique, son père le destine à une carrière ecclésiastique. C’est ainsi que le 15 décembre 1321, Jean devient scolastique à Cracovie.  
Après la mort de son père, alors que sa mère assure la régence (jusqu’en 1325), Jean décide d’arrêter sa carrière religieuse et de prendre la succession de son père. 
Au niveau de la politique étrangère, Jean se tourne vers la Bohême. Le 24 février 1327, à Opava, avec les autres ducs de Haute-Silésie, il rend un hommage de vassalité à Jean de Luxembourg. 
En 1355, Jean participe à un congrès des ducs silésiens qui se tient à Prague. Il y joue un rôle de médiateur entre les Piasts de Cieszyn et d’Oleśnica sur la question du partage du duché de Bytom. Il joue à nouveau un rôle de médiateur entre les deux parties en 1369. 
Jean s’est marié à deux reprises (en 1325 et vers 1360). Sa première épouse, dont on ignore l’identité, lui a laissé un fils (Jean II d’Oświęcim). Son deuxième mariage est resté stérile.
Jean Ier le Scolastique est décédé en 1372. Il est inhumé dans le monastère des Dominicains d’Oświęcim.  